# Hierarquia de necessidades de Maslow

Pirâmide baseada na hierarquia das necessidades de Maslow

A hierarquia de necessidades de Maslow é uma teoria da psicologia proposta por Abraham Maslow em seu artigo "A teoria da motivação humana", publicado em 1943 na revista Psychological Review. Maslow define cinco categorias de necessidades humanas: fisiológicas, segurança, afeto, estima e as de auto realização. Esta teoria é representada por uma pirâmide onde na base se encontram as necessidades mais básicas pois estas estão diretamente relacionadas com a sobrevivência. Apesar da popularização do esquema em formato de pirâmide, esta representação da teoria não foi elaborada por Maslow, mas sim por Charles McDermid em 1960, em uma adaptação da teoria. 

## Abraham Maslow
A psicologia humanista é a terceira força da psicologia (depois da psicanálise e do comportamentalismo) e tem como características principais a avaliação de cada sujeito como ser único e da análise deste levando em conta tudo que o envolve. Tem como base o entendimento e a percepção/interpretação subjetiva do mundo pelo indivíduo, diferentemente da psicanálise que tem como objeto de estudo o inconsciente e do comportamentalismo que considera a relação estímulo-resposta a que molda os indivíduos. Um dos autores que teve grande contribuição nessa área foi Abraham Maslow.
Abraham Maslow foi um psicólogo norte-americano, conhecido pela Teoria da Hierarquia das Necessidades Humanas e, como já referido, foi um psicólogo de referência na Psicologia Humanista.
Nasceu nos Estados Unidos em 1908, segundo este, viveu uma infância muito infeliz e miserável utilizando a biblioteca como refúgio. Faleceu, em 1970, na Califórnia, devido a um ataque cardíaco.
Começou por estudar direito, mas interessou-se pela psicologia, curso que acabou por fazer mais tarde.
Estudou diversas áreas da psicologia como a psicanálise, Gestalt e a humanista. Trabalhou juntamente com Edward L. Thorndike em pesquisas sobre sexualidade humana, foi o coordenador do curso de psicologia em Brandeis e responsável pela publicação da Revista de Psicologia Humanista.
Em 1954, Maslow publicou “A Theory of Human Motivation”. Esta obra aborda a teoria da Hierarquia das Necessidades que começou com o seu estudo observacional de macacos. Percebeu que estes faziam escolhas comportamentais com base nas suas necessidades pessoais. Por exemplo, os macacos tornavam-se mais agressivos quando estes não tinham comida, por outro lado, tornavam-se seres mais sociais e dóceis com os outros após satisfazerem a suas necessidades fisiológicas.
A base empírica para esta teoria criada por Maslow foram os seus próprios estudos sobre a dominância em macacos e em humanos. Assim concluiu que tanto nos humanos como nos macacos, a capacidade de um indivíduo ser dominante em comparação com os outros deve-se ao facto da sua superioridade ser reconhecida pelos outros e que as diferenças existentes em ambos os grupos ocorriam devido a diferenças no exercer a dominância pelos indivíduos que o constituem.
Concluiu que este padrão era visível também nos seres humanos seguindo, geralmente, a mesma sequência.

## Necessidades

### Básicas (primárias)

#### Fisiológicas
O ponto de partida do modelo da Hierarquia das Necessidades são as necessidades básicas fisiológicas. Segundo Maslow, as necessidades fisiológicas são as mais importantes para os funcionários e, sem elas, é impossível motivar e satisfazê-los (Khan et al. 2011), deste modo, estas necessidades são representadas na base da pirâmide. São também chamadas de homeostáticas pois tem como objetivo a manutenção do equilíbrio interno do organismo de forma a regular os níveis sanguíneos de sal, açúcar, proteínas, gorduras, oxigénio, cálcio, equilíbrio ácido-base, temperatura entre outros parâmetros. Quando existe um decréscimo nestes níveis, o indivíduo irá sentir, por exemplo, fome, sede, desejo sexual, sono. A satisfação destas necessidades é predominante no comportamento humano, consequentemente, para atender a esta indispensabilidade tornam-se agressivos e selvagens arriscando toda a sua segurança.
Quando estas necessidades não são satisfeitas, geralmente, há queixas tais como reclamações referentes ao risco de morte, fadiga, fome, sede, más condições de moradia, falta de ar devida a problemas de ventilação ou ao tipo de trabalho, manifestação do desejo de um lugar de trabalho seco e aquecido, boas condições de saúde. Neste nível, as necessidades são, em sua maioria, multideterminadas, isto é, elas servem de canal para a satisfação de outras necessidades.

#### Segurança
É a necessidade de nos sentirmos seguros, perante algum tipo de perigo (violência, catástrofes naturais), ter proteção, seja, por exemplo, estabilidade na vida, como conseguir preservar o emprego em que alguém se encontra. Esta necessidade também está relacionada com o facto de existirem leis e limites que permitem que haja uma ordem na sociedade.
Quando estas necessidades não são satisfeitas geralmente há queixas tais como medo de circular na rua quando se vive em locais violentos e/ou perigosos, também queixas relativas à segurança e estabilidade no trabalho, ao medo de ser despedido arbitrariamente, a não poder planear o orçamento familiar devido à falta de garantia quanto à permanência no trabalho, à arbitrariedade do supervisor com respeito a possíveis indignidades a que o indivíduo tenha de se submeter para se manter no trabalho, à própria segurança física com relação a possíveis acidentes no trabalho.
Este mal-estar só irá acabar quando a situação que causa insegurança ao indivíduo acabar, só deste modo é que o sujeito pode alcançar a sua necessidade de segurança e passar para o próximo patamar de motivação.  

### Psicológicas (secundárias)

#### Sociais
É a necessidade de se relacionar com pessoas. As relações mais próximas (e básicas) geralmente são com os pais, seguidas de uma vontade de se ter um companheiro ou companheira e por último ter filhos. A hierarquia das relações dentro da necessidade de afiliação ou afeto acompanha o desenvolvimento do indivíduo, ou seja, a necessidade de se relacionar com os pais é maior no estágio infantil e com companheiros e filhos na vida adulta. Também está presente, nesta categoria, a vontade de relacionar-se com grupos (vizinhança, nichos na escola, no trabalho, etc), criar laços, sentir pertencente. A necessidade de afiliação é vista por uma vontade tanto de dar como receber afeto.
Quando estas necessidades não são satisfeitas geralmente há queixas tais como reclamações pela falta de amigos no trabalho, pela falta de namorada (o) ou esposa (o), pela falta de relações afetivas com outras pessoas, de modo geral, por não pertencer a um grupo, dentro ou fora da organização, por não ter oportunidade de prestar ajuda aos colegas, por não receber ajuda dos companheiros de qualquer grupo social, como os do trabalho.

#### Estima
É a necessidade de nos sentirmos dignos, autoconfiantes, independentes, autónomos, apreciados, respeitados por nós e pelos outros, com prestígio, reconhecimento, poder, orgulho etc. Inclui também o desejo de ser bom em alguma atividade e necessidades de autoestima. Estas necessidades passam por duas vertentes, o reconhecimento das nossas capacidades pessoais e o reconhecimento dos outros face à nossa capacidade de adequação às funções que desempenhamos e são motivadas por uma necessidade de prestígio e reputação.
Quando estas necessidades não são satisfeitas geralmente há queixas, em sua maioria, à perda de dignidade, à ameaça ao prestígio, à autoestima e à estima vinda dos outros. Os desejos estão orientados para a realização de algo, para ter competência, para ter status, alegria, atenção, importância, apreciação e a necessidade de confiar e de ser alguém no mundo.

### Realização pessoal

#### Necessidades de Autorrealização
Também conhecidas como necessidades de crescimento. Incluem o desenvolvimento das próprias necessidades, a realização, aproveitar todo o potencial próprio, ser aquilo que se pode ser, fazer o que a pessoa gosta e é capaz de conseguir. Relaciona-se com as necessidades de estima: a autonomia, a independência e o autocontrole. Aqui nós somos capazes de aceitar factos, não criar preconceitos, sermos criativos, espontâneos e os nossos atos são baseados na moral.
Quando estas necessidades não são satisfeitas geralmente as reclamações podem ser relativas à ineficiência ou imperfeição do mundo para com as pessoas de um modo geral, à falta de verdade, à injustiça e à desonestidade. Neste nível de necessidade, os desejos estão voltados para a perfeição, para ser aquilo que o indivíduo tem potencial para ser.

## Contributos de Outros Autores
Freud contribui para esta teoria através de seu trabalho sobre o aparelho psíquico. Este é composto pelo consciente (onde ocorrem decisões lógicas e funciona com base no princípio da realidade), pré-consciente (onde estão as lembranças que se podem tornar facilmente conscientes) e inconsciente (onde existe uma descarga de energia psíquica chamada de “pulsão” em pensamentos, criatividade, etc.).
Ao juntar a teoria das pulsões com a teoria de Maslow, é possível perceber que o fator motivacional que se encontra nas quatro primeiras necessidades, é o de evitar o desprazer. Neste caso, a pessoa sente-se frustrada por não ter capacidade para satisfazer as necessidades de qualquer uma destas quatro categorias. No caso da autorrealização, conseguimos perceber que o fator motivacional é a busca pelo prazer.
Para Maslow, o estudo do conceito de autorrealização é feito através da identificação de pessoas cujas histórias levam a acreditar que são pessoas autorrealizadas e, seguidamente, procurava elementos comuns entre elas. Estudou a antropóloga Ruth Benedict e o psicólogo gestaltista, Max Wertheimer e identificou algumas pessoas que partilhavam algumas das características de Benedict e Wertheimer. Desta forma, conclui que as pessoas que se autorrealizam são criativas, independentes, agem de forma natural e espontânea com os outros, e vivem momentos de frustração ou de satisfação muito intensos que ele chama de experiências de pico.
O professor e pesquisador Alexandre Pellaes foi responsável pelo maior estudo sobre autorrealização e descobriu que em nenhum texto de Maslow é falado sobre uma pirâmide. Ele fala de necessidades, mas nunca no conceito de pirâmide e de hierarquia. Segundo a pirâmide, as pessoas só passam a almejar o nível seguinte depois que o anterior está preenchido, mas se fosse assim, alguém com necessidades básicas não realizadas, por exemplo fome, não precisaria de amor.

## Críticas
Nadler & Lawler (1979) criticaram os seguintes aspectos da teoria de Maslow: (a) todos os funcionários são iguais (b) todas as situações são semelhantes e que (c) a teoria tem uma ordem muito rígida sem a possibilidade de inversão ou troca de necessidades pois existe apenas uma maneira melhor de atender às necessidades. Este último facto é visível nas diversas pessoas que abdicam de necessidades básicas para a realização de um sonho como, por exemplo, pessoas que deixam de dormir para trabalhar horas e horas com o objetivo de serem promovidas. Esta rigidez das necessidades representada por uma pirâmide escalonada é muito discutida por Manfred Max Neef e no seu modelo Max-Neef, exigindo uma maior flexibilidade para a teoria.
Entretanto, esta flexibilidade (por exemplo: deixar de fazer algo relacionado com necessidades fisiológicas para atingir uma necessidade mais alta como de estima) só é observada se os níveis de satisfação em patamares mais baixos, não sendo visível a níveis críticos, pois se chegar próxima à ameaçar a sobrevivência as críticas de Nadler & Lawler e Max Neef não são válidas e a regra de Maslow continua a ser seguida.
Mais tarde, Graham & Messner (1998, p. 196), criticou a teoria motivacional na mesma linha de pensamento de Nadler & Lawler, afirmando que nem todas as pessoas são iguais, consequentemente, uma necessidade para uma pessoa, pode não ser para outra. A crítica ao conceito de autorrealização é feita por diversos autores, pois ele é algo mal definido e vago.
Na revisão de Wahba e Bridwell (1976) dos resultados de 10 estudos, como propósito de testar proposição de privação / dominação, demonstram que não foram encontradas nenhumas evidências empíricas para a teoria.  A questão de gratificação/ativação da teoria foi também contrariada nesta revisão literária. Neste caso, e segundo Maslow uma necessidade satisfeita diminuiu na sua importância e causando um aumento na importância da próxima necessidade, contudo, os resultados indicam que não há correlação entre a satisfação de uma determinada necessidade o aumento da importância do próximo (Berl et al. 1984). Tal como defenderam Graham & Messner, a teoria apresenta poucas evidências empíricas.
Atualmente, e apesar das críticas, esta teoria continua a ter uma contribuição significativa para sistemas de TQC (Total Quality Control) especialmente em empresas, no setor de recursos humanos onde procuram seguir a ordem da teoria de forma a garantir o desenvolvimento e bem-estar dos funcionários. Contudo, já existem outros novos modelos de teoria emocional como Motivation-Hygiene de Herzberg, ERG de Alderfer, teoria de x e y de McGregor e a das três necessidades de McClelland. E, apesar desses teóricos, aparentemente, proporem diferentes teorias universais ou modelos de necessidades, a maioria delas apresenta semelhança com a teoria da hierarquia das necessidades.